# 2013-as U20-as labdarúgó-világbajnokság
A 2013-as U20-as labdarúgó-világbajnokság a 19. ilyen jellegű torna volt. A tornát 24 válogatott részvételével június 21. és július 13. között rendezték Törökországban. A világbajnokságon 1993. január 1. után született labdarúgók vehettek részt. A vb-t a francia csapat nyerte meg.

## Helyszínek
| Isztambul                                                                                | Isztambul                                                                                | Isztambul                                                                                | Bursa                                                                                    | Bursa                                                                             | Bursa                                                                             | Antalya                                                                                | Antalya                                                                                | Antalya                                                                                | Trabzon                                                                               | Trabzon                                                                               | Trabzon                                                                               |
| ---------------------------------------------------------------------------------------- | ---------------------------------------------------------------------------------------- | ---------------------------------------------------------------------------------------- | ---------------------------------------------------------------------------------------- | --------------------------------------------------------------------------------- | --------------------------------------------------------------------------------- | -------------------------------------------------------------------------------------- | -------------------------------------------------------------------------------------- | -------------------------------------------------------------------------------------- | ------------------------------------------------------------------------------------- | ------------------------------------------------------------------------------------- | ------------------------------------------------------------------------------------- |
| Türk Telekom Arena                                                                       | Türk Telekom Arena                                                                       | Türk Telekom Arena                                                                       | Atatürk Stadium                                                                          | Atatürk Stadium                                                                   | Atatürk Stadium                                                                   | Akdeniz University Stadium                                                             | Akdeniz University Stadium                                                             | Akdeniz University Stadium                                                             | Hüseyin Avni Aker Stadium                                                             | Hüseyin Avni Aker Stadium                                                             | Hüseyin Avni Aker Stadium                                                             |
| é. sz. 41° 06′ 10″, k. h. 28° 59′ 26″41.102869°N 28.990419°ETürk Telekom Arena           | é. sz. 41° 06′ 10″, k. h. 28° 59′ 26″41.102869°N 28.990419°ETürk Telekom Arena           | é. sz. 41° 06′ 10″, k. h. 28° 59′ 26″41.102869°N 28.990419°ETürk Telekom Arena           | é. sz. 40° 11′ 34″, k. h. 29° 02′ 56″40.192647°N 29.048756°EBursa Atatürk Stadium        | é. sz. 40° 11′ 34″, k. h. 29° 02′ 56″40.192647°N 29.048756°EBursa Atatürk Stadium | é. sz. 40° 11′ 34″, k. h. 29° 02′ 56″40.192647°N 29.048756°EBursa Atatürk Stadium | é. sz. 36° 53′ 38″, k. h. 30° 38′ 48″36.893797°N 30.646725°EAkdeniz University Stadium | é. sz. 36° 53′ 38″, k. h. 30° 38′ 48″36.893797°N 30.646725°EAkdeniz University Stadium | é. sz. 36° 53′ 38″, k. h. 30° 38′ 48″36.893797°N 30.646725°EAkdeniz University Stadium | é. sz. 41° 00′ 17″, k. h. 39° 42′ 19″41.004633°N 39.705233°EHüseyin Avni Aker Stadium | é. sz. 41° 00′ 17″, k. h. 39° 42′ 19″41.004633°N 39.705233°EHüseyin Avni Aker Stadium | é. sz. 41° 00′ 17″, k. h. 39° 42′ 19″41.004633°N 39.705233°EHüseyin Avni Aker Stadium |
| Férőhely: 52 652                                                                         | Férőhely: 52 652                                                                         | Férőhely: 52 652                                                                         | Férőhely: 25 213                                                                         | Férőhely: 25 213                                                                  | Férőhely: 25 213                                                                  | Férőhely: 7083                                                                         | Férőhely: 7083                                                                         | Férőhely: 7083                                                                         | Férőhely: 23 772                                                                      | Férőhely: 23 772                                                                      | Férőhely: 23 772                                                                      |
|                                                                                          |                                                                                          |                                                                                          |                                                                                          |                                                                                   |                                                                                   |                                                                                        |                                                                                        |                                                                                        |                                                                                       |                                                                                       |                                                                                       |
| Antalya Bursa Kayseri Gaziantep Isztambul Rize Trabzon                                   |                                                                                          |                                                                                          |                                                                                          |                                                                                   |                                                                                   |                                                                                        |                                                                                        |                                                                                        |                                                                                       |                                                                                       |                                                                                       |
| Gaziantep                                                                                | Gaziantep                                                                                | Gaziantep                                                                                | Gaziantep                                                                                | Kayseri                                                                           | Kayseri                                                                           | Kayseri                                                                                | Kayseri                                                                                | Rize                                                                                   | Rize                                                                                  | Rize                                                                                  | Rize                                                                                  |
| Kamil Ocak Stadium                                                                       | Kamil Ocak Stadium                                                                       | Kamil Ocak Stadium                                                                       | Kamil Ocak Stadium                                                                       | Kadir Has Stadium                                                                 | Kadir Has Stadium                                                                 | Kadir Has Stadium                                                                      | Kadir Has Stadium                                                                      | Yeni Şehir Stadium                                                                     | Yeni Şehir Stadium                                                                    | Yeni Şehir Stadium                                                                    | Yeni Şehir Stadium                                                                    |
| é. sz. 37° 04′ 03″, k. h. 37° 22′ 39″37.067572°N 37.377592°EGaziantep Kamil Ocak Stadium | é. sz. 37° 04′ 03″, k. h. 37° 22′ 39″37.067572°N 37.377592°EGaziantep Kamil Ocak Stadium | é. sz. 37° 04′ 03″, k. h. 37° 22′ 39″37.067572°N 37.377592°EGaziantep Kamil Ocak Stadium | é. sz. 37° 04′ 03″, k. h. 37° 22′ 39″37.067572°N 37.377592°EGaziantep Kamil Ocak Stadium | é. sz. 38° 44′ 14″, k. h. 35° 25′ 24″38.737139°N 35.423267°EKadir Has Stadium     | é. sz. 38° 44′ 14″, k. h. 35° 25′ 24″38.737139°N 35.423267°EKadir Has Stadium     | é. sz. 38° 44′ 14″, k. h. 35° 25′ 24″38.737139°N 35.423267°EKadir Has Stadium          | é. sz. 38° 44′ 14″, k. h. 35° 25′ 24″38.737139°N 35.423267°EKadir Has Stadium          | é. sz. 41° 01′ 23″, k. h. 40° 31′ 59″41.023056°N 40.532944°EYeni Rize Şehir Stadı      | é. sz. 41° 01′ 23″, k. h. 40° 31′ 59″41.023056°N 40.532944°EYeni Rize Şehir Stadı     | é. sz. 41° 01′ 23″, k. h. 40° 31′ 59″41.023056°N 40.532944°EYeni Rize Şehir Stadı     | é. sz. 41° 01′ 23″, k. h. 40° 31′ 59″41.023056°N 40.532944°EYeni Rize Şehir Stadı     |
| Férőhely: 16 981                                                                         | Férőhely: 16 981                                                                         | Férőhely: 16 981                                                                         | Férőhely: 16 981                                                                         | Férőhely: 32 864                                                                  | Férőhely: 32 864                                                                  | Férőhely: 32 864                                                                       | Férőhely: 32 864                                                                       | Férőhely: 15 485                                                                       | Férőhely: 15 485                                                                      | Férőhely: 15 485                                                                      | Férőhely: 15 485                                                                      |
|                                                                                          |                                                                                          |                                                                                          |                                                                                          |                                                                                   |                                                                                   |                                                                                        |                                                                                        |                                                                                        |                                                                                       |                                                                                       |                                                                                       |

## Résztvevők
A házigazda Törökország mellett a következő 23 válogatott vett részt:
| Szövetség                                         | Selejtezőtorna                                   | Csapatok                                                                         |
| ------------------------------------------------- | ------------------------------------------------ | -------------------------------------------------------------------------------- |
| AFC (Ázsia)                                       | 2012-es U19-es Ázsia-kupa                        | Ausztrália · Irak · Dél-Korea · Üzbegisztán ·                                    |
| CAF (Afrika)                                      | 2013-as U19-es Afrika-kupa                       | Egyiptom · Ghána · Mali · Nigéria ·                                              |
| CONCACAF (Észak és Közép-amerikai, Karibi térség) | 2013-as U20-as CONCACAF-aranykupa                | Kuba · Salvador · Mexikó · Egyesült Államok ·                                    |
| CONMEBOL (Dél-Amerika)                            | 2013-as U19-es dél-amerikai Labdarúgó-bajnokság* | Kolumbia · Paraguay · Uruguay · Chile ·                                          |
| OFC (Óceánia)                                     | 2013-as U20-as óceániai-bajnokság                | Új-Zéland                                                                        |
| UEFA (Európa)                                     | 2012-es U19-es labdarúgó-Európa-bajnokság        | Franciaország · Anglia · Portugália · Spanyolország · Görögország · Horvátország |
| Rendező ország                                    | Rendező ország                                   | Törökország                                                                      |

## Játékvezetők
A FIFA 23 játékvezetői hármast jelölt ki a tornára.
| Confederation | Referee                  | Assistants                                |
| ------------- | ------------------------ | ----------------------------------------- |
| AFC           | Ben Williams             | Matthew Cream Hakan Anaz                  |
| AFC           | Nawaf Ghayyath Shukrulla | Yaser Tulefat Ebrahim Saleh               |
| AFC           | Alirezá Fagáni           | Hassan Kamranifar Reza Sokhandan          |
| CAF           | Néant Alioum             | Evarist Menkouande Peter Edibe            |
| CAF           | Bakary Gassama           | Angesom Ogbamariam Félicien Kabanda       |
| CAF           | Doué Noumandiez Désiré   | Songuifolo Yeo Jean-Claude Birumushahu    |
| CONCACAF      | Walter López             | Gerson López Leonel Leal                  |
| CONCACAF      | Roberto García Orozco    | José Luis Camargo Alberto Morín           |
| CONCACAF      | Roberto Moreno           | Daniel Williamson Keyztel Corrales        |
| CONMEBOL      | Sandro Ricci             | Alessandro Rocha Emerson de Carvalho      |
| CONMEBOL      | Wilmar Roldán            | Humberto Clavijo Eduardo Díaz             |
| CONMEBOL      | Carlos Vera              | Christian Lescano Byron Romero            |
| CONMEBOL      | Antonio Arias            | Rodney Aquino Carlos Caceres              |
| CONMEBOL      | Víctor Hugo Carrillo     | Jonny Bossio Cesar Escaño                 |
| OFC           | Peter O’Leary            | Jan-Hendrik Hintz Ravinesh Kumar          |
| UEFA          | Stéphane Lannoy          | Frédéric Cano Michaël Annonier            |
| UEFA          | Kassai Viktor            | Erős Gábor Albert István                  |
| UEFA          | Nicola Rizzoli           | Renato Faverani Andrea Stefani            |
| UEFA          | Milorad Mažić            | Milovan Ristić Dalibor Djurdjević         |
| UEFA          | Damir Skomina            | Matej Žunič Bojan Ul                      |
| UEFA          | Alberto Undiano Mallenco | Raúl Cabanero Martínez Roberto Díaz Pérez |
| UEFA          | Jonas Eriksson           | Mathias Clasenius Daniel Wärnmark         |
| UEFA          | Cüneyt Çakır             | Bahattin Duran Tarık Ongun                |

## Eredmények
A csoportkörben minden csapat a másik három csapattal egy-egy mérkőzést játszott, így összesen 6 mérkőzésre került sor mind a hat csoportban. A csoportokból az első két helyezett, és a négy legjobb harmadik helyezett jutott tovább. Minden csoportban az utolsó két mérkőzést azonos időpontban játszották. A csoportkör után egyenes kieséses rendszerben folytatódott a vb.

### Csoportkör
Sorrend meghatározása
1. több szerzett pont az összes mérkőzésen
2. jobb gólkülönbség az összes mérkőzésen
3. több lőtt gól az összes mérkőzésen
4. több szerzett pont az azonosan álló csapatok között lejátszott mérkőzéseken
5. jobb gólkülönbség az azonosan álló csapatok között lejátszott mérkőzéseken
6. több lőtt gól az azonosan álló csapatok között lejátszott mérkőzéseken
7. sorsolás

| Jelmagyarázat                                                                                             |
| --- |
| A csoportok első és második helyezettje bejutott az egyenes kieséses szakaszba.                           |
| A csoportok legjobb négy harmadik helyezettje is bejutott az egyenes kieséses szakaszba.                  |
| A csoportok két legrosszabb harmadik helyezettjei és a negyedik helyezettjei kiestek a világbajnokságról. |

#### A csoport
| Csapat           | M | Gy | D | V | G+ | G– | Gk | P |
| ---------------- | - | -- | - | - | -- | -- | -- | - |
| Spanyolország    | 3 | 3  | 0 | 0 | 7  | 2  | +5 | 9 |
| Franciaország    | 3 | 1  | 1 | 1 | 5  | 4  | +1 | 4 |
| Ghána            | 3 | 1  | 0 | 2 | 5  | 5  | 0  | 3 |
| Egyesült Államok | 3 | 0  | 1 | 2 | 3  | 9  | –6 | 1 |

| 2013. június 21. 18:00 |

| Franciaország                         | 3–1               | Ghána      |
| ------------------------------------- | ----------------- | ---------- |
| Kondogbia 65' Sanogo 68' Bahebeck 79' | (0–0) Jegyzőkönyv | Boakye 85' |

| Türk Telekom Arena, Isztambul Nézőszám: 4133 Játékvezető: Wilmar Roldán (kolumbiai) |

| 2013. június 21. 21:00 |

| Egyesült Államok | 1–4               | Spanyolország                |
| ---------------- | ----------------- | ---------------------------- |
| Gil 77'          | (0–3) Jegyzőkönyv | Jesé 5' 44' Deulofeu 42' 61' |

| Türk Telekom Arena, Isztambul Nézőszám: 4133 Játékvezető: Bakary Gassama (gambiai) |

| 2013. június 24. 18:00 |

| Franciaország         | 1–1               | Egyesült Államok |
| --------------------- | ----------------- | ---------------- |
| Sanogo 48' (11-esből) | (0–0) Jegyzőkönyv | Cuevas 85'       |

| Türk Telekom Arena, Isztambul Nézőszám: 4120 Játékvezető: Carlos Vera (ecuadori) |

| 2013. június 24. 21:00 |

| Spanyolország | 1–0               | Ghána |
| ------------- | ----------------- | ----- |
| Jesé 13'      | (1–0) Jegyzőkönyv |       |

| Türk Telekom Arena, Isztambul Nézőszám: 4120 Játékvezető: Ben Williams (ausztrál) |

| 2013. június 27. 20:00 |

| Spanyolország        | 2–1               | Franciaország |
| -------------------- | ----------------- | ------------- |
| Alcácer 23' Jesé 56' | (1–0) Jegyzőkönyv | Vion 90+1'    |

| Şükrü Saracoğlu Stadion, Isztambul Nézőszám: 7511 Játékvezető: Jonas Eriksson (svéd) |

| 2013. június 27. 20:00 |

| Ghána                                     | 4–1               | Egyesült Államok |
| ----------------------------------------- | ----------------- | ---------------- |
| Acheampong 38' Assifuah 58' 78' Ashia 83' | (1–0) Jegyzőkönyv | O'Neill 69'      |

| Atatürk Olimpiai Stadion, Isztambul Nézőszám: 4873 Játékvezető: Nawaf Ghayyath Shukrulla (bahreini) |

#### B csoport
| Csapat     | M | Gy | D | V | G+ | G– | Gk | P |
| ---------- | - | -- | - | - | -- | -- | -- | - |
| Portugália | 3 | 2  | 1 | 0 | 10 | 4  | +6 | 7 |
| Nigéria    | 3 | 2  | 0 | 1 | 6  | 3  | +3 | 6 |
| Dél-Korea  | 3 | 1  | 1 | 1 | 4  | 4  | 0  | 4 |
| Kuba       | 3 | 0  | 0 | 3 | 1  | 10 | –9 | 0 |

| 2013. június 21. 18:00 |

| Kuba     | 1–2               | Dél-Korea                                     |
| -------- | ----------------- | --------------------------------------------- |
| Reyes 7' | (1–0) Jegyzőkönyv | Kwon Chang-Hoon 51' (11-esből) Rju Szungu 83' |

| Kadir Has Stadium, Kayseri Játékvezető: Cüneyt Çakır (török) |

| 2013. június 21. 21:00 |

| Nigéria        | 2–3               | Portugália               |
| -------------- | ----------------- | ------------------------ |
| Ajagun 57' 67' | (0–2) Jegyzőkönyv | Bruma 30' 69' Aladje 34' |

| Kadir Has Stadium, Kayseri Játékvezető: Víctor Hugo Carrillo (perui) |

| 2013. június 24. 18:00 |

| Kuba | 0–3               | Nigéria                 |
| ---- | ----------------- | ----------------------- |
|      | (0–2) Jegyzőkönyv | Umar 19' 23' Ajagun 67' |

| Kadir Has Stadium, Kayseri Nézőszám: 1058 Játékvezető: Kassai Viktor (magyar) |

| 2013. június 24. 21:00 |

| Portugália          | 2–2               | Dél-Korea                   |
| ------------------- | ----------------- | --------------------------- |
| Aladje 3' Bruma 60' | (1–1) Jegyzőkönyv | Rju Szungu 45' Kim Hyun 76' |

| Kadir Has Stadium, Kayseri Nézőszám: 1058 Játékvezető: Walter López (guatemalai) |

| 2013. június 27. 17:00 |

| Dél-Korea | 0–1               | Nigéria   |
| --------- | ----------------- | --------- |
|           | (0–1) Jegyzőkönyv | Kayode 9' |

| Türk Telekom Arena, Isztambul Nézőszám: 7511 Játékvezető: Peter O’Leary (új-zélandi) |

| 2013. június 27. 17:00 |

| Portugália                                     | 5–0               | Kuba |
| ---------------------------------------------- | ----------------- | ---- |
| Ricardo 15' Aladje 37' Bruma 43' 62' Tó Zé 69' | (3–0) Jegyzőkönyv |      |

| Kadir Has Stadium, Kayseri Nézőszám: 4873 Játékvezető: Wilmar Roldán (kolumbiai) |

#### C csoport
| Csapat      | M | Gy | D | V | G+ | G– | Gk | P |
| ----------- | - | -- | - | - | -- | -- | -- | - |
| Kolumbia    | 3 | 2  | 1 | 0 | 5  | 1  | +4 | 7 |
| Törökország | 3 | 2  | 0 | 1 | 5  | 2  | +3 | 6 |
| Salvador    | 3 | 1  | 0 | 2 | 2  | 7  | –5 | 3 |
| Ausztrália  | 3 | 0  | 1 | 2 | 3  | 5  | –2 | 1 |

| 2013. június 22. 18:00 |

| Kolumbia    | 1–1               | Ausztrália   |
| ----------- | ----------------- | ------------ |
| Córdoba 78' | (0–0) Jegyzőkönyv | De Silva 46' |

| Hüseyin Avni Aker Stadium, Trabzon Nézőszám: 4662 Játékvezető: Milorad Mažić (szerb) |

| 2013. június 22. 21:00 |

| Törökország            | 3–0               | Salvador |
| ---------------------- | ----------------- | -------- |
| Salih 9' Şahin 46' 64' | (1–0) Jegyzőkönyv |          |

| Hüseyin Avni Aker Stadium, Trabzon Nézőszám: 4662 Játékvezető: Sandro Ricci (brazil) |

| 2013. június 25. 18:00 |

| Ausztrália   | 1–2               | Salvador          |
| ------------ | ----------------- | ----------------- |
| Brillante 9' | (1–2) Jegyzőkönyv | Coca 17' Peña 40' |

| Yeni Şehir Stadium, Rize Nézőszám: 13 015 Játékvezető: Stéphane Lannoy (francia) |

| 2013. június 25. 21:00 |

| Törökország | 0–1               | Kolumbia     |
| ----------- | ----------------- | ------------ |
|             | (0–0) Jegyzőkönyv | Quintero 52' |

| Yeni Şehir Stadium, Rize Nézőszám: 13 015 Játékvezető: Doué Noumandiez Désiré (elefántcsontparti) |

| 2013. június 28. 21:00 |

| Ausztrália   | 1–2               | Törökország                |
| ------------ | ----------------- | -------------------------- |
| Maclaren 52' | (0–0) Jegyzőkönyv | Çalhanoğlu 54' Yokuşlu 87' |

| Hüseyin Avni Aker Stadium, Trabzon Nézőszám: 11 286 Játékvezető: Roberto García Orozco (mexikói) |

| 2013. június 28. 21:00 |

| Salvador | 0–3               | Kolumbia                                           |
| -------- | ----------------- | -------------------------------------------------- |
|          | (0–2) Jegyzőkönyv | Rentería 21' Córdoba 25' (11-esből) Quintero 90+1' |

| Kamil Ocak Stadiu, Gaziantep Nézőszám: 2000 Játékvezető: Néant Alioum (kameruni) |

#### D csoport
| Csapat      | M | Gy | D | V | G+ | G– | Gk | P |
| ----------- | - | -- | - | - | -- | -- | -- | - |
| Görögország | 3 | 1  | 2 | 0 | 3  | 2  | +1 | 5 |
| Paraguay    | 3 | 1  | 2 | 0 | 3  | 2  | +1 | 5 |
| Mexikó      | 3 | 1  | 0 | 2 | 5  | 4  | +1 | 3 |
| Mali        | 3 | 0  | 2 | 1 | 2  | 5  | –3 | 2 |

| 2013. június 22. 18:00 |

| Mexikó          | 1–2               | Görögország                 |
| --------------- | ----------------- | --------------------------- |
| Espericueta 40' | (1–1) Jegyzőkönyv | Bouchalakis 16' Kolovos 89' |

| Kamil Ocak Stadiu, Gaziantep Nézőszám: 3000 Játékvezető: Peter O’Leary (új-zélandi) |

| 2013. június 22. 21:00 |

| Paraguay | 1–1               | Mali     |
| -------- | ----------------- | -------- |
| Rojas 7' | (1–1) Jegyzőkönyv | Niane 3' |

| Kamil Ocak Stadiu, Gaziantep Nézőszám: 3000 Játékvezető: Nawaf Ghayyath Shukrulla (bahreini) |

| 2013. június 25. 18:00 |

| Mexikó | 0–1               | Paraguay     |
| ------ | ----------------- | ------------ |
|        | (0–0) Jegyzőkönyv | González 52' |

| Kamil Ocak Stadiu, Gaziantep Nézőszám: 1200 Játékvezető: Nicola Rizzoli (olasz) |

| 2013. június 25. 21:00 |

| Mali | 0–0         | Görögország |
| ---- | ----------- | ----------- |
|      | Jegyzőkönyv |             |

| Kamil Ocak Stadiu, Gaziantep Nézőszám: 1200 Játékvezető: Roberto Moreno (panamai) |

| 2013. június 28. 18:00 |

| Görögország     | 1–1               | Paraguay       |
| --------------- | ----------------- | -------------- |
| Diamantakos 68' | (0–0) Jegyzőkönyv | Montenegro 73' |

| Hüseyin Avni Aker Stadium, Trabzon Nézőszám: 11 826 Játékvezető: Bakary Gassama (gambiai) |

| 2013. június 28. 18:00 |

| Mali       | 1–4               | Mexikó                                    |
| ---------- | ----------------- | ----------------------------------------- |
| Diallo 62' | (0–2) Jegyzőkönyv | Bueno 2' Corona 13' Escoboza 69' Luna 86' |

| Kamil Ocak Stadiu, Gaziantep Nézőszám: 2000 Játékvezető: Cüneyt Çakır (török) |

#### E csoport
| Csapat   | M | Gy | D | V | G+ | G– | Gk | P |
| -------- | - | -- | - | - | -- | -- | -- | - |
| Irak     | 3 | 2  | 1 | 0 | 6  | 4  | +2 | 7 |
| Chile    | 3 | 1  | 1 | 1 | 4  | 4  | 0  | 4 |
| Egyiptom | 3 | 1  | 0 | 2 | 4  | 4  | 0  | 3 |
| Anglia   | 3 | 0  | 2 | 1 | 3  | 5  | –2 | 2 |

| 2013. június 23. 18:00 |

| Chile                  | 2–1               | Egyiptom    |
| ---------------------- | ----------------- | ----------- |
| Castillo 25' Bravo 77' | (1–1) Jegyzőkönyv | Kahraba 10' |

| Akdeniz University Stadium, Antalya Nézőszám: 3148 Játékvezető: Jonas Eriksson (svéd) |

| 2013. június 23. 21:00 |

| Anglia                 | 2–2               | Irak                              |
| ---------------------- | ----------------- | --------------------------------- |
| Coady 41' Williams 52' | (1–0) Jegyzőkönyv | Attiya 75' (11-esből) Adnan 90+3' |

| Akdeniz University Stadium, Antalya Nézőszám: 3148 Játékvezető: Roberto García Orozco (mexikói) |

| 2013. június 26. 18:00 |

| Chile                   | 1–1               | Anglia   |
| ----------------------- | ----------------- | -------- |
| Castillo 32' (11-esből) | (1–0) Jegyzőkönyv | Kane 64' |

| Akdeniz University Stadium, Antalya Nézőszám: 3246 Játékvezető: Alirezá Fagáni (iráni) |

| 2013. június 26. 21:00 |

| Irak                          | 2–1               | Egyiptom |
| ----------------------------- | ----------------- | -------- |
| Al-Asadi 33' Abdul-Raheem 79' | (1–1) Jegyzőkönyv | Koka 27' |

| Akdeniz University Stadium, Antalya Nézőszám: 3246 Játékvezető: Damir Skomina (szlovén) |

| 2013. június 29. 21:00 |

| Irak                 | 2–1               | Chile    |
| -------------------- | ----------------- | -------- |
| Kamil 15' Salman 67' | (1–1) Jegyzőkönyv | Mora 28' |

| Akdeniz University Stadium, Antalya Nézőszám: 2785 Játékvezető: Stéphane Lannoy (francia) |

| 2013. június 29. 21:00 |

| Egyiptom                 | 2–0               | Anglia |
| ------------------------ | ----------------- | ------ |
| Trezeguet 79' Koka 90+3' | (0–0) Jegyzőkönyv |        |

| Atatürk Stadium, Bursa Nézőszám: 3445 Játékvezető: Antonio Arias (paraguayi) |

#### F csoport
| Csapat       | M | Gy | D | V | G+ | G– | Gk | P |
| ------------ | - | -- | - | - | -- | -- | -- | - |
| Horvátország | 3 | 2  | 1 | 0 | 4  | 2  | +2 | 7 |
| Uruguay      | 3 | 2  | 0 | 1 | 6  | 1  | +5 | 6 |
| Üzbegisztán  | 3 | 1  | 1 | 1 | 4  | 5  | –1 | 4 |
| Új-Zéland    | 3 | 0  | 0 | 3 | 1  | 7  | –6 | 0 |

| 2013. június 23. 17:00 |

| Új-Zéland | 0–3               | Üzbegisztán                             |
| --------- | ----------------- | --------------------------------------- |
|           | (0–1) Jegyzőkönyv | Makhstaliev 14' Sergeev 53' Turapov 67' |

| Atatürk Stadium, Bursa Nézőszám: 3597 Játékvezető: Antonio Arias (paraguayi) |

| 2013. június 23. 20:00 |

| Uruguay | 0–1               | Horvátország |
| ------- | ----------------- | ------------ |
|         | (0–1) Jegyzőkönyv | Rebić 41'    |

| Atatürk Stadium, Bursa Nézőszám: 3597 Játékvezető: Néant Alioum (kameruni) |

| 2013. június 26. 18:00 |

| Új-Zéland | 0–2               | Uruguay                    |
| --------- | ----------------- | -------------------------- |
|           | (0–1) Jegyzőkönyv | De Arrascaeta 4' López 75' |

| Atatürk Stadium, Bursa Nézőszám: 3393 Játékvezető: Alberto Undiano Mallenco (spanyol) |

| 2013. június 26. 21:00 |

| Horvátország | 1–1               | Üzbegisztán   |
| ------------ | ----------------- | ------------- |
| Livaja 65'   | (0–1) Jegyzőkönyv | Rakhmonov 24' |

| Atatürk Stadium, Bursa Nézőszám: 3393 Játékvezető: Víctor Hugo Carrillo (perui) |

| 2013. június 29. 18:00 |

| Üzbegisztán | 0–4               | Uruguay                                                |
| ----------- | ----------------- | ------------------------------------------------------ |
|             | (0–1) Jegyzőkönyv | Acevedo 38' López 47' De Arrascaeta 64' Betancourt 77' |

| Akdeniz University Stadium, Antalya Nézőszám: 2785 Játékvezető: Kassai Viktor (magyar) |

| 2013. június 29. 18:00 |

| Horvátország         | 2–1               | Új-Zéland             |
| -------------------- | ----------------- | --------------------- |
| Perica 11' Rebić 75' | (1–0) Jegyzőkönyv | Fenton 84' (11-esből) |

| Atatürk Stadium, Bursa Nézőszám: 3445 Játékvezető: Sandro Ricci (brazil) |

#### Harmadik helyezett csapatok sorrendje
Sorrend meghatározása
A FIFA versenyszabályzata alapján, a harmadik helyezettek sorrendjét az alábbiak alapján kell meghatározni:
1. az összes mérkőzésen szerzett több pont
2. az összes mérkőzésen elért jobb gólkülönbség
3. az összes mérkőzésen szerzett több gól
4. sorsolás

| Csoport | Csapat      | M | Gy | D | V | G+ | G– | Gk | P |
| ------- | ----------- | - | -- | - | - | -- | -- | -- | - |
| B       | Dél-Korea   | 3 | 1  | 1 | 1 | 4  | 4  | 0  | 4 |
| F       | Üzbegisztán | 3 | 1  | 1 | 1 | 4  | 5  | −1 | 4 |
| D       | Mexikó      | 3 | 1  | 0 | 2 | 5  | 4  | +1 | 3 |
| A       | Ghána       | 3 | 1  | 0 | 2 | 5  | 5  | 0  | 3 |
| E       | Egyiptom    | 3 | 1  | 0 | 2 | 4  | 4  | 0  | 3 |
| C       | Salvador    | 3 | 1  | 0 | 2 | 2  | 7  | −5 | 3 |

### Egyenes kieséses szakasz
|  |                       |               |                       |                  |                   |                   |                   |               |               |               |            |            |            |  |  |       |       |       |
|  | Nyolcaddöntők         | Nyolcaddöntők | Nyolcaddöntők         |                  |                   | Negyeddöntők      | Negyeddöntők      | Negyeddöntők  |               |               | Elődöntők  | Elődöntők  | Elődöntők  |  |  | Döntő | Döntő | Döntő |
|  | Nyolcaddöntők         | Nyolcaddöntők | Nyolcaddöntők         |                  |                   | Negyeddöntők      | Negyeddöntők      | Negyeddöntők  |               |               | Elődöntők  | Elődöntők  | Elődöntők  |  |  | Döntő | Döntő | Döntő |
|  | július 2. — Gaziantep |               |                       |                  |                   |                   |                   |               |               |               |            |            |            |  |  |       |       |       |
|  |                       |               |                       |                  |                   |                   |                   |               |               |               |            |            |            |  |  |       |       |       |
|  | A2                    | Franciaország | 4                     |                  |                   |                   |                   |               |               |               |            |            |            |  |  |       |       |       |
|  | A2                    | Franciaország | 4                     | július 6. — Rize |                   |                   |                   |               |               |               |            |            |            |  |  |       |       |       |
|  | C2                    | Törökország   | 1                     |                  |                   |                   |                   |               |               |               |            |            |            |  |  |       |       |       |
|  | C2                    | Törökország   | 1                     |                  |                   | Franciaország     | Franciaország     | 4             |               |               |            |            |            |  |  |       |       |       |
|  | július 2. — Gaziantep |               |                       |                  |                   | Franciaország     | Franciaország     | 4             |               |               |            |            |            |  |  |       |       |       |
|  |                       |               | Üzbegisztán           | Üzbegisztán      | 0                 |                   |                   |               |               |               |            |            |            |  |  |       |       |       |
|  | D1                    | Görögország   | Üzbegisztán           | Üzbegisztán      | 0                 | 1                 |                   |               |               |               |            |            |            |  |  |       |       |       |
|  | D1                    | Görögország   |                       |                  |                   | 1                 | július 10.        |               |               |               |            |            |            |  |  |       |       |       |
|  | BEF3                  | Üzbegisztán   | 3                     |                  |                   |                   |                   |               |               |               |            |            |            |  |  |       |       |       |
|  | BEF3                  | Üzbegisztán   | 3                     |                  |                   | Franciaország     | Franciaország     | 2             |               |               |            |            |            |  |  |       |       |       |
|  | július 3. — Kayseri   |               |                       |                  |                   | Franciaország     | Franciaország     | 2             |               |               |            |            |            |  |  |       |       |       |
|  |                       |               | Ghána                 | Ghána            | 1                 |                   |                   |               |               |               |            |            |            |  |  |       |       |       |
|  | B1                    | Portugália    | Ghána                 | Ghána            | 1                 | 2                 |                   |               |               |               |            |            |            |  |  |       |       |       |
|  | B1                    | Portugália    | július 7. — Isztambul |                  |                   | 2                 |                   |               |               |               |            |            |            |  |  |       |       |       |
|  | ACD3                  | Ghána         | 3                     |                  |                   |                   |                   |               |               |               |            |            |            |  |  |       |       |       |
|  | ACD3                  | Ghána         | 3                     |                  |                   | Ghána             | Ghána             | 4             |               |               |            |            |            |  |  |       |       |       |
|  | július 3. — Bursa     |               |                       |                  |                   | Ghána             | Ghána             | 4             |               |               |            |            |            |  |  |       |       |       |
|  |                       |               | Chile                 | Chile            | 3                 |                   |                   |               |               |               |            |            |            |  |  |       |       |       |
|  | F1                    | Horvátország  | Chile                 | Chile            | 3                 | 0                 |                   |               |               |               |            |            |            |  |  |       |       |       |
|  | F1                    | Horvátország  |                       |                  |                   | 0                 | július 13.        |               |               |               |            |            |            |  |  |       |       |       |
|  | E2                    | Chile         | 2                     |                  |                   |                   |                   |               |               |               |            |            |            |  |  |       |       |       |
|  | E2                    | Chile         | 2                     |                  |                   | Franciaország     | Franciaország     | 0 (4)         |               |               |            |            |            |  |  |       |       |       |
|  | július 3. — Antalya   |               |                       |                  |                   | Franciaország     | Franciaország     | 0 (4)         |               |               |            |            |            |  |  |       |       |       |
|  |                       |               | Uruguay               | Uruguay          | 0 (1)             |                   |                   |               |               |               |            |            |            |  |  |       |       |       |
|  | E1                    | Irak          | Uruguay               | Uruguay          | 0 (1)             | 1                 |                   |               |               |               |            |            |            |  |  |       |       |       |
|  | E1                    | Irak          | július 7. — Kayseri   |                  |                   | 1                 |                   |               |               |               |            |            |            |  |  |       |       |       |
|  | D2                    | Paraguay      | 0                     |                  |                   |                   |                   |               |               |               |            |            |            |  |  |       |       |       |
|  | D2                    | Paraguay      | 0                     |                  |                   | Irak              | Irak              | 3 (5)         |               |               |            |            |            |  |  |       |       |       |
|  | július 3. — Trabzon   |               |                       |                  |                   | Irak              | Irak              | 3 (5)         |               |               |            |            |            |  |  |       |       |       |
|  |                       |               | Dél-Korea             | Dél-Korea        | 3 (4)             |                   |                   |               |               |               |            |            |            |  |  |       |       |       |
|  | C1                    | Kolumbia      | Dél-Korea             | Dél-Korea        | 3 (4)             | 1 (7)             |                   |               |               |               |            |            |            |  |  |       |       |       |
|  | C1                    | Kolumbia      |                       |                  |                   | 1 (7)             | július 10.        |               |               |               |            |            |            |  |  |       |       |       |
|  | ABF3                  | Dél-Korea     | 1 (8)                 |                  |                   |                   |                   |               |               |               |            |            |            |  |  |       |       |       |
|  | ABF3                  | Dél-Korea     | 1 (8)                 |                  |                   | Irak              | Irak              | 1 (6)         |               |               |            |            |            |  |  |       |       |       |
|  | július 2. — Isztambul |               |                       |                  |                   | Irak              | Irak              | 1 (6)         |               |               |            |            |            |  |  |       |       |       |
|  |                       |               | Uruguay               | Uruguay          | 1 (7)             |                   |                   | Bronzmérkőzés | Bronzmérkőzés | Bronzmérkőzés |            |            |            |  |  |       |       |       |
|  | B2                    | Nigéria       | Uruguay               | Uruguay          | 1 (7)             | 1                 |                   |               |               | Bronzmérkőzés |            |            |            |  |  |       |       |       |
|  | B2                    | Nigéria       |                       |                  | július 6. — Bursa | július 6. — Bursa | július 6. — Bursa |               |               |               | július 13. | július 13. | július 13. |  |  |       |       |       |
|  | F2                    | Uruguay       | 2                     |                  | július 6. — Bursa | július 6. — Bursa | július 6. — Bursa |               |               |               | július 13. | július 13. | július 13. |  |  |       |       |       |
|  | F2                    | Uruguay       | 2                     |                  |                   | Uruguay           | Uruguay           | 1             | Ghána         | Ghána         | 3          |            |            |  |  |       |       |       |
|  | július 2. — Isztambul |               |                       |                  |                   | Uruguay           | Uruguay           | 1             | Ghána         | Ghána         | 3          |            |            |  |  |       |       |       |
|  |                       |               | Spanyolország         | Spanyolország    | 0                 |                   |                   | Irak          | Irak          | 0             |            |            |            |  |  |       |       |       |
|  | A1                    | Spanyolország | Spanyolország         | Spanyolország    | 0                 | 2                 |                   | Irak          | Irak          | 0             |            |            |            |  |  |       |       |       |
|  | A1                    | Spanyolország |                       |                  |                   |                   |                   |               |               |               |            |            |            |  |  |       |       |       |
|  | CDE3                  | Mexikó        | 1                     |                  |                   |                   |                   |               |               |               |            |            |            |  |  |       |       |       |
|  | CDE3                  | Mexikó        | 1                     |                  |                   |                   |                   |               |               |               |            |            |            |  |  |       |       |       |

#### Nyolcaddöntők
| 2013. július 2. 18:00 |

| Spanyolország      | 2–1               | Mexikó      |
| ------------------ | ----------------- | ----------- |
| Derik 74' Jesé 90' | (0–1) Jegyzőkönyv | González 2' |

| Türk Telekom Arena, Isztambul Nézőszám: 7211 Játékvezető: Alirezá Fagáni (iráni) |

| 2013. július 2. 18:00 |

| Görögország               | 1–3               | Üzbegisztán                                                     |
| ------------------------- | ----------------- | --------------------------------------------------------------- |
| Stafylidis 33' (11-esből) | (1–1) Jegyzőkönyv | Makhstaliev 27' Sergeev 62' (11-esből) Rakhmanov 83' (11-esből) |

| Kamil Ocak Stadiu, Gaziantep Nézőszám: 14 800 Játékvezető: Doué Noumandiez Désiré (elefántcsontparti) |

| 2013. július 2. 21:00 |

| Nigéria    | 1–2               | Uruguay                  |
| ---------- | ----------------- | ------------------------ |
| Kayode 69' | (0–0) Jegyzőkönyv | López 65' 84' (11-esből) |

| Türk Telekom Arena, Isztambul Nézőszám: 7211 Játékvezető: Milorad Mažić (szerb) |

| 2013. július 2. 21:00 |

| Franciaország                                      | 4–1               | Törökország |
| -------------------------------------------------- | ----------------- | ----------- |
| Kondogbia 18' Bahebeck 34' Sanogo 68' Veretout 74' | (2–0) Jegyzőkönyv | Bakış 77'   |

| Kamil Ocak Stadiu, Gaziantep Nézőszám: 14 800 Játékvezető: Alberto Undiano Mallenco (spanyol) |

| 2013. július 3. 18:00 |

| Portugália                | 2–3               | Ghána                          |
| ------------------------- | ----------------- | ------------------------------ |
| Ferreira 71' Edgar Ié 73' | (0–1) Jegyzőkönyv | Ashia 19' Anaba 79' Boakye 85' |

| Kadir Has Stadium, Kayseri Nézőszám: 4977 Játékvezető: Carlos Vera (ecuadori) |

| 2013. július 3. 18:00 |

| Horvátország | 0–2               | Chile                              |
| ------------ | ----------------- | ---------------------------------- |
|              | (0–0) Jegyzőkönyv | Castillo 81' Šimunović 85' (öngól) |

| Atatürk Stadium, Bursa Nézőszám: 2329 Játékvezető: Walter López |

| 2013. július 3. 21:00 |

| Kolumbia                                                        | 1–1 (h. u.)                 | Dél-Korea |
| --------------------------------------------------------------- | --------------------------- | --- |
| Quintero 90+4'                                                  | (0–1, 1–1, 1–1) Jegyzőkönyv | Song Joo-Hoon 16' |
| Büntetőpárbaj                                                   |                             | |
| Quintero Bonilla Aguilar Borja Pérez Perea Mena Vergara Balanta | 7–8                         | Woo Joo-Sung Song Joo-Hoon Kim Sun-Woo Shim Sang-Min Yeon Je-Min Kang Sang-Woo Han Sung-Gyu Jo Suk-Jae Lee Gwang-Hoon |

| Hüseyin Avni Aker Stadium, Trabzon Nézőszám: 2362 Játékvezető: Damir Skomina (szlovén) |

| 2013. július 3. 21:00 |

| Irak       | 1–0 (h. u.)                 | Paraguay |
| ---------- | --------------------------- | -------- |
| Farhan 94' | (0–0, 0–0, 1–0) Jegyzőkönyv |          |

| Akdeniz University Stadium, Antalya Nézőszám: 2983 Játékvezető: Roberto Moreno (panamai) |

#### Negyeddöntők
| 2013. július 6. 18:00 |

| Franciaország                                                    | 4–0               | Üzbegisztán |
| ---------------------------------------------------------------- | ----------------- | ----------- |
| Sanogo 31' Pogba 35' (11-esből) Thauvin 43' (11-esből) Zouma 64' | (3–0) Jegyzőkönyv |             |

| Yeni Şehir Stadium, Rize Nézőszám: 2057 Játékvezető: Sandro Ricci (brazil) |

| 2013. július 6. 21:00 |

| Uruguay       | 1–0 (h. u.)                 | Spanyolország |
| ------------- | --------------------------- | ------------- |
| Avenatti 103' | (0–0, 0–0, 1–0) Jegyzőkönyv |               |

| Atatürk Stadium, Bursa Nézőszám: 7035 Játékvezető: Roberto García Orozco (mexikói) |

| 2013. július 7. 18:00 |

| Irak                                    | 3–3 (h. u.)                 | Dél-Korea                                                                      |
| --------------------------------------- | --------------------------- | ------------------------------------------------------------------------------ |
| Fayez 21' (11-esből) Shukor 42' 118'    | (2–1, 2–2, 2–2) Jegyzőkönyv | Kwon Chang-Hoon 25' Lee Gwang-Hoon 50' Jung Hyun-Cheol 120+2'                  |
| Büntetőpárbaj                           |                             |                                                                                |
| Attiya Ismail Rubat Shwkan Adnan Shukor | 5–4                         | Kim Sun-Woo Yeon Je-Min Han Sung-Gyu Shim Sang-Min Woo Joo-Sung Lee Gwang-Hoon |

| Kadir Has Stadium, Kayseri Nézőszám: 5810 Játékvezető: Ben Williams (ausztrál) |

| 2013. július 7. 21:00 |

| Ghána                                     | 4–3 (h. u.)                 | Chile                          |
| ----------------------------------------- | --------------------------- | ------------------------------ |
| Odjer 11' Assifuah 72' 120+1' Salifu 113' | (1–2, 2–2, 2–3) Jegyzőkönyv | Castillo 23' Henríquez 27' 98' |

| Türk Telekom Arena, Isztambul Nézőszám: 6632 Játékvezető: Nicola Rizzoli (olasz) |

#### Elődöntők
| 2013. július 10. 18:00 |

| Franciaország   | 2–1               | Ghána        |
| --------------- | ----------------- | ------------ |
| Thauvin 43' 74' | (1–0) Jegyzőkönyv | Assifuah 47' |

| Atatürk Stadium, Bursa Nézőszám: 6314 Játékvezető: Nawaf Ghayyath Shukrulla (bahreini) |

| 2013. július 10. 21:00 |

| Irak                                                    | 1–1 (h. u.)                 | Uruguay                                                 |
| ------------------------------------------------------- | --------------------------- | ------------------------------------------------------- |
| Adnan 34'                                               | (1–0, 1–1, 1–1) Jegyzőkönyv | Bueno 87'                                               |
| Büntetőpárbaj                                           |                             |                                                         |
| Fayez Shwkan Ehab Humam Adnan Abdul-Raheem Kamil Salman | 6–7                         | Rodríguez Pais Avenatti Bueno López Rolán Giménez Silva |

| Hüseyin Avni Aker Stadium, Trabzon Nézőszám: 3188 Játékvezető: Jonas Eriksson (svéd) |

#### Bronzmérkőzés
| 2013. július 13. 18:00 |

| Ghána                                     | 3–0               | Irak |
| ----------------------------------------- | ----------------- | ---- |
| Attamah 35' Assifuah 45+1' Acheampong 78' | (2–0) Jegyzőkönyv |      |

| Türk Telekom Arena, Isztambul Nézőszám: 20 601 Játékvezető: Sandro Ricci (brazil) |

#### Döntő
| 2013. július 20. 21:00 |

| Franciaország                   | 0–0 (h. u.) | Uruguay                       |
| ------------------------------- | ----------- | ----------------------------- |
|                                 | Jegyzőkönyv |                               |
| Büntetőpárbaj                   |             |                               |
| Pogba Veretout Ngando Foulquier | 4–1         | Velázquez De Arrascaeta Olaza |

| Türk Telekom Arena, Isztambul Nézőszám: 20 601 Játékvezető: Roberto García Orozco (mexikói) |

### Díjak
| A 2013-as U20-as labdarúgó-világbajnokság győztese |
| -------------------------------------------------- |
| · Franciaország · 1. cím                           |

| 2. helyezett | 3. helyezett | 4. helyezett |
| ------------ | ------------ | ------------ |
| Uruguay      | Ghána        | Irak         |

#### Különdíjak
| Aranylabda          | Ezüstlabda    | Bronzlabda       |
| ------------------- | ------------- | ---------------- |
| Paul Pogba          | Nicolás López | Clifford Aboagye |
| Aranycipő           | Ezüstcipő     | Bronzcipő        |
| Ebenezer Assifuah   | Bruma         | Jesé Rodríguez   |
| 6 gólos             | 5 gólos       | 5 gólos          |
| Aranykesztyű        |               |                  |
| Guillermo de Amores |               |                  |
| FIFA Fair Play-díj  |               |                  |
| Spanyolország       |               |                  |

### Gólszerzők
6 gólos
- Ebenezer Assifuah

5 gólos
- Bruma
- Jesé Rodríguez

4 gólos
| - Nicolás Castillo | - Yaya Sanogo | - Nicolás López |

3 gólos
| - Juan Fernando Quintero - Florian Thauvin | - Farhan Shakor - Abdul Jeleel Ajagun | - Aladje |

2 gólos
| - Ángelo Henríquez - Jhon Córdoba - Ante Rebić - Ahmed Hassan Koka - Jean-Christophe Bahebeck - Geoffrey Kondogbia - Kennedy Ashia | - Frank Acheampong - Richmond Boakye - Ali Fayez - Ali Adnán Kázim - Kwon Chang-Hoon - Rju Szungu - Olarenwaju Kayode - Aminu Umar | - Gerard Deulofeu - Enver Cenk Şahin - Giorgian De Arrascaeta - Abbosbek Makhstaliev - Sardor Rakhmonov - Igor Sergeev |

1 gólos
| - Joshua Brillante - Daniel De Silva - Jamie Maclaren - Christian Bravo - Felipe Mora - Andrés Rentería - Marko Livaja - Stipe Perica - Maykel Reyes - Kahraba - Mahmoud Hassan - Diego Coca - José Peña - Conor Coady - Harry Kane - Luke Williams - Paul Pogba - Jordan Veretout - Thibaut Vion - Kurt Zouma - Michael Anaba - Joseph Attamah | - Moses Odjer - Seidu Salifu - Andreas Bouchalakis - Dimitris Diamantakos - Dimitris Kolovos - Kostas Stafylidis - Mohannad Abdul-Raheem - Ammar Abdul-Hussein Al-Asadi - Mahdi Kamil - Saif Salman - Jung Hyun-Cheol - Kim Hyun - Lee Gwang-Hoon - Song Joo-Hoon - Samba Diallo - Adama Niane - Marco Bueno - Jesús Manuel Corona - Jesús Escoboza - Jonathan Espericueta - Arturo González - Uvaldo Luna | - Louis Fenton - Derlis González - Brian Montenegro - Jorge Rojas - Tiago Emanuel Ferreira - Edgar Ié - Ricardo - Tó Zé - Paco Alcácer - Derik Osede - Sinan Bakış - Hakan Çalhanoğlu - Salih Uçan - Okay Yokuşlu - Federico Acevedo - Felipe Avenatti - Rubén Bentancourt - Gonzalo Bueno - Daniel Cuevas - Luis Gil - Shane O’Neill - Diyorjon Turapov |

1 öngólos
- Jozo Šimunović (Chile ellen)

### Végeredmény
Az első négy helyezett utáni sorrend nem tekinthető hivatalosnak, mivel ezekért a helyekért nem játszottak mérkőzéseket. Ezért e helyezések meghatározásához az alábbiak lettek figyelembe véve:
1. több szerzett pont (a 11-esekkel eldöntött találkozók a hosszabbítást követő eredménnyel, döntetlenként vannak feltüntetve)
2. jobb gólkülönbség
3. több szerzett gól

A hazai csapat eltérő háttérszínnel kiemelve.
| Helyezés | Nemzet           | M | Gy | D | V | G+ | G– | Gk | P  |
| -------- | ---------------- | - | -- | - | - | -- | -- | -- | -- |
| Arany    | Franciaország    | 7 | 4  | 2 | 1 | 15 | 6  | +9 | 13 |
| Ezüst    | Uruguay          | 7 | 4  | 2 | 1 | 10 | 3  | +7 | 13 |
| Bronz    | Ghána            | 7 | 4  | 0 | 3 | 16 | 12 | +4 | 12 |
| 4.       | Irak             | 7 | 3  | 3 | 1 | 11 | 11 | 0  | 12 |
|          |                  |   |    |   |   |    |    |    |    |
| 5.       | Spanyolország    | 5 | 4  | 0 | 1 | 9  | 4  | +5 | 12 |
| 6.       | Chile            | 5 | 2  | 1 | 2 | 9  | 8  | +1 | 7  |
| 7.       | Üzbegisztán      | 5 | 2  | 1 | 2 | 7  | 10 | –3 | 7  |
| 8.       | Dél-Korea        | 5 | 1  | 3 | 1 | 8  | 8  | 0  | 6  |
|          |                  |   |    |   |   |    |    |    |    |
| 9.       | Kolumbia         | 4 | 2  | 2 | 0 | 6  | 2  | +4 | 8  |
| 10.      | Portugália       | 4 | 2  | 1 | 1 | 12 | 7  | +5 | 7  |
| 11.      | Horvátország     | 4 | 2  | 1 | 1 | 4  | 4  | 0  | 7  |
| 12.      | Nigéria          | 4 | 2  | 0 | 2 | 7  | 5  | +2 | 6  |
| 13.      | Törökország      | 4 | 2  | 0 | 2 | 6  | 6  | 0  | 6  |
| 14.      | Paraguay         | 4 | 1  | 2 | 1 | 3  | 3  | 0  | 5  |
| 15.      | Görögország      | 4 | 1  | 2 | 1 | 4  | 5  | –1 | 5  |
| 16.      | Mexikó           | 4 | 1  | 0 | 3 | 6  | 6  | 0  | 3  |
|          |                  |   |    |   |   |    |    |    |    |
| 17.      | Egyiptom         | 3 | 1  | 0 | 2 | 4  | 4  | 0  | 3  |
| 18.      | Salvador         | 3 | 1  | 0 | 2 | 2  | 7  | –5 | 3  |
| 19.      | Anglia           | 3 | 0  | 2 | 1 | 3  | 5  | –2 | 2  |
| 20.      | Mali             | 3 | 0  | 2 | 1 | 2  | 5  | –3 | 2  |
| 21.      | Ausztrália       | 3 | 0  | 1 | 2 | 3  | 5  | –2 | 1  |
| 22.      | Egyesült Államok | 3 | 0  | 1 | 2 | 3  | 9  | –6 | 1  |
| 23.      | Új-Zéland        | 3 | 0  | 0 | 3 | 1  | 7  | –6 | 0  |
| 24.      | Kuba             | 3 | 0  | 0 | 3 | 1  | 10 | –9 | 0  |